# 四季・奈津子
『四季・奈津子』（しき なつこ）は、五木寛之の長編連作「四季シリーズ」第一作。またそれを原作とする映画・テレビドラマ。

## 概要
集英社のキャリアウーマン向けファッション雑誌『MORE』1977年の創刊と同時に同誌に1979年まで連載され、同年11月に単行本になった。映画公開時には100万部を超えるベストセラーになっていた。同シリーズは、四季を冠した名を持つ4人姉妹「奈津子」「波留子」「布由子」「亜紀子」の愛の四重奏を描き、『四季・奈津子』以降、断続的に連載が続き、2000年連載の『四季・亜紀子』で、執筆開始から23年後にシリーズとして完結した。
『四季・奈津子』執筆動機として五木寛之は「働く女性が増加し、女性の社会進出が目立つようになった時代を背景に、男にうじうじくっつかず、自立した女性の冒険小説を書いてみようと思った」と話し、シリーズ全体については「四人姉妹の流れを追いながら、ニッポンの23年間の変化を織り込んでいけたらと考えた」と話している。

## 映画
『四季・奈津子』（しき なつこ）は、五木寛之の同名小説を映画化した1980年の日本の恋愛映画。烏丸せつこ主演、東陽一監督。幻燈社・東映洋画製作・配給。「四季シリーズ」はすでに刊行が終了しているが、映像化は2022年まで『四季・奈津子』のみとなっている。

### あらすじ（映画）
福岡市の実家で父と暮らす四姉妹の次女・奈津子は、実家を出た他の姉妹たちと時々近況を報告し合いながら平凡な人生を送っていた。5月のある日奈津子は車を運転して飯塚市の病院に療養中の四女を見舞うと、その帰りに中垣という青年から福岡まで乗せてほしいと頼まれる。その道中、中垣が東京で写真家をしていると聞いた奈津子は、おもむろに「今度私のヌードを撮ってくれない？」と話を持ちかける。奈津子は以前から仕事や恋人・金森達夫との関係にモヤモヤしたものを感じており、それらを変えるきっかけを求めていたのだった。
写真を撮る約束をして福岡で中垣と別れた奈津子は、翌日反対する達夫に「古い淀んだ池に石を投げるの」と言って気持ちを押し通す。数日後奈津子は東京に向かう新幹線で偶然隣の席になった有名詩人との会話を楽しみ、「人は色々な経験をすることで魂の在り処が分かる」との話を聞く。東京駅に着いた奈津子は、中垣の案内で撮影場所として借りた彼の女友だちの自宅に訪れて、惜しげもなく裸体を晒して撮影に臨む。撮影後中垣から「近い内に上京することがあればまたヌードを撮らせてほしい」との申し出に、奈津子は承諾して福岡へ帰っていく。
6月奈津子が以前と変わらぬ日常を送る中、長女は離婚して第二の人生を歩み始め、東京で暮らす三女は学生運動に没頭し、四女は欲しかった詩集を手に入れて夢中になる。さらに父の恋人の存在を知った奈津子は、自分だけが取り残されたように感じて別の人生を歩んでみたいという思いが日増しに強くなる。三女が数ヶ月間北海道に行くことを知った奈津子は東京に引っ越すことを決め、仕事を辞めた後話合いで達夫との関係にピリオドを打つ。
7月頃上京して三女の部屋で暮らし始めた奈津子は、いくつかのバイトの面接を受けるがどれも採用に至らず1ヶ月が過ぎてしまう。そんなある日気晴らしにプールに行った奈津子は、偶然出会った有名俳優からスタイルの良さを買われて映画のヒロイン役オーディションに誘われる。以前中川とヌード写真を撮る約束をしていた奈津子は再び彼に会うが、オーディションに挑戦することを告げて急遽撮影を拒否してしまう。
後日オーディションに参加した奈津子は、監督の質問に答えると個性的な受け答えを気に入られてその場で採用が決まり、嬉しさのあまり涙が頬を伝う。数日後、以前詩人が言っていた“魂の在り処”を自分に問いかけた奈津子は、「今の私にとって魂は、肉体のことだ」と気づく。一週間後映画撮影に臨んだ奈津子は、初めてのシーン撮影直後の監督の「OK！」の声に晴れやかな笑顔を見せ、女優としてのスタートを切るのだった。

### キャスト
奈津子
演 - 烏丸せつこ
四姉妹の次女。福岡の飲料会社“九星飲料”の職員で配達業務をしている。数日前まで恋人との結婚を考えていたが、冒頭で気持ちが変わり別れを予感し始める。掴みどころがない性格で周りから見ると突拍子もない行動に見えるが本人にその自覚はない。ヌード撮影のこと以外にも普段からノーブラで過ごしたり別れを決めた後も達夫とセックスをするなど、性に対してあっけらかんとした言動をしている。明朗快活で家族思いな性格だが、自分や家族のことを侮辱するような人には怒りを露わにすることもある。趣味はドライヴで車種などもそこそこ知っているがオートマ車を少々下に見ている。周りの人との出会いや触れ合いを通じて、これまでと違った自分の生き方を模索し始める。

#### 奈津子と関わる主な人たち
金森達夫
演 - 風間杜夫
奈津子の恋人。実家は金森商店を経営しており、自身は敷地内にある蔵で醤油の製造業務などを担当。奈津子と付き合って3年になるが、時々彼女の本心が分からないため結婚を申し込むか迷っている状態。東京でヌード写真を撮ってきた奈津子と撮影者である中垣について、「男女の関係になったのでは？」と疑い始める。奈津子の言動からお互いのベクトルが違う方向に向いてきたことを感じ始め、7月頃に見合いすることを決める。
中垣
演 - 本田博太郎
無名の風景写真家。東京在住。冗談か本気かは不明だがケイからは、「写真は全然才能がない」と評されている。ある時ボタ山のテント小屋で催された芝居を見に飯塚市に訪れ、その帰りに出会った奈津子の車に乗せてもらったことで親しくなる。愛車は、深緑色のオースチン・モーリス・ミニ・セヴン。趣味は、自宅でフランス映画のビデオを観ること。ケイとは親しいが体の関係はなく、自分をあまり大切にしない彼女の安易な性行動に対して否定的な態度を取る。
ケイ
演 - 阿木燿子
中垣の女友だち。中垣の頼みで奈津子のヌード写真の撮影場所として部屋を提供したことで親しくなる。グラフィック関係の仕事をしているが、基本的にお金はあまり持っていない。自由に生きることをモットーとしておりおおらかな性格だが、奈津子に輪をかけて性に奔放でセックスを生活の一部として考えており、これまでに恋人関係にない複数の男たちと一晩の関係を持ってきた。不思議な魅力を放ち、奈津子に影響を与えながら交流を深めていく。

#### 奈津子の家族
波留子
演 - 佳那晃子
四姉妹の長女。姉妹の中で唯一の既婚者で、実家からそう遠くない街で夫家族と暮らしている。たまに実家に帰って奈津子や父と雑談を交わす。どちらかと言うと古風な考え方の持ち主で父親に敬語で話したり、本人曰く「結婚前に付き合った男性は夫だけ」とのこと。7月頃に夫と離婚した後新しい恋を始める。自由に生きることに憧れており、その後奈津子に連れられて遊びに来たケイの生き方を羨ましく思う。
亜紀子
演 - 影山仁美
四姉妹の三女。医学生。東京のアパートで一人暮らししているが、現在は学生運動に夢中で自宅を空けていることが多い。本格的に上京してきた奈津子に「他の人が来ても部屋に入れないで。引き出しは開けないで」との注文をつけて北海道へと向かう。北海道では大学病院の病棟改善運動に携わる。自分が正しいと思ったことにはすぐ動く行動派だが、学生運動をしていることや少々手癖が悪いこともあり父親からは「元気すぎていけない」と評される。
布由子
演 - 太田光子
四姉妹の末っ子。うつ病を患い飯塚市内の病院で療養中。家族の中でも特に奈津子から心配されており、作中で何度か見舞い来られたり手紙でやり取りするなど気にかけられている。演劇や詩集を見るのが好きで、現在はエセーニンの詩集を欲しがっている。病室の窓から見える木に“トウヘンボクの木”と名付けて友達のように想い、風による枝の音の“ささやき”を聞くなどしている。
奈津子の父
演 - 牟田悌三
奈津子から「身内で変わった人いる？」と聞かれて「お前だよ」と答え、先日達夫が奈津子との結婚に迷っていたことを告げる。それぞれに悩みを抱える娘たち4人のことを心配している。詳細は不明だが、恋人らしき女性がいる様子だが四姉妹には秘密にしている。

#### 奈津子と関わるその他の人たち
医師・沢木
演 - 岡田裕介
布由子の主治医。精神科・神経科がある飯塚保養院の医者。冒頭で奈津子に布由子の現在の病状を伝えた後、布由子が見たがっている芝居鑑賞に付添い、奈津子と3人でボタ山のテント小屋に訪れる。後日エセーニンの詩集をもらった布由子と喜びを分かち合ったり、その後彼女を見舞いにケイを連れて飯塚市までやってきた奈津子と再会する。
詩人・田村隆一
演 - 田村隆一
本人役。初めて東京に向かう奈津子と新幹線で隣の席になる。奈津子が最近心で感じていた悩みを聞いて今後の生き方や魂の在り方などについて色々と助言する。話好きでお酒好き。エセーニンやゴッホ、フランスの哲学者アランについて詳しい。新幹線での会話で奈津子から布由子の話を聞き、後日彼女にエセーニンの詩集を贈る。
俳優・森隆人（もりたかひと）
演 - 岡田眞澄
作中の有名な中年俳優。離婚歴があり現在は再婚してスウェーデン人の妻がいる。AT車を愛用しているが少々運転が荒い。面識がないのにプールサイドで寝そべっていた奈津子の背中に勝手に日焼け止めを塗るなど、馴れ馴れしい性格でスケベな人。「愛の迷宮」という映画を撮影中だが、ヒロイン役の女優が諸事情で降板したため、プライベートの時間に出会った奈津子にオーディション話を持ちかける。
ファストフードの社員
演 - 藤木敬士
「ユニオン」というハンバーガー屋の人事部社員らしき人。バイト希望者の若い男女を広い一室に集めて講習会を開き、会社の理念やバイト(作中ではハーモナイザーと言われている)の心構えを伝える。仕事に対して非常に真面目で高い理想を持っているが話が小難しく、勤務時間や給料について率直に知りたい奈津子と意見を衝突させる。
ルームメイトの雇い主
ホテルの客室清掃のバイトの面接に訪れた奈津子に応対する。感じの悪いおじさんでタバコを吸いながら奈津子に上から目線と横柄な態度で面接する。ホテルでの仕事は風紀を重んじるとのことだが、奈津子の保証人(中垣)についてケチをつけたり、以前別の若いバイトの女性の勤務態度が悪かったことから奈津子にも偏見の目で色々と質問する。

#### その他の人たち
車に乗った若者
演 - 長谷川諭
ある夜、横浜の路上で奈津子とケイに出会い東京まで戻る彼女たちを車で送り届ける。その後ケイの自宅でお茶を飲ませてもらうが性に奔放なケイと奈津子の会話に驚かされる。
河本（かわもと）
演 - 火野正平
中垣の友人。売れっ子のCMディレクター。春頃に東京に来た奈津子を中垣から紹介される。夏に東京に引っ越してきた奈津子ととあるスナックで再会し、2人で酒を飲んだ後酔った勢いで一晩の関係を持つ。
映画監督
劇中劇「愛の迷宮」の監督。当初決まっていたヒロイン役の女優がヌードになるならないで揉めて降板したため、改めてオーディションをする。オーディションで奈津子にいくつかの質疑応答をするが質問に質問で返した彼女に他のスタッフが異議を唱える中、独断でヒロインに抜擢する。
マリコ
演 - 宮本信子
奈津子が出演する劇中劇「愛の迷宮」の女優。劇中劇では妻役を演じ、15年連れ添った夫が愛人(奈津子)と一緒にいる所を見てしまい別れを切り出す。
奈津子が出演する映画の俳優
演 - 藤田敏八
劇中劇「愛の迷宮」では、妻(マリコ)に隠れて若い女(奈津子)と不倫をしながらもどちらの女性とも別れようとしない、優柔不断でだらしない男を演じる。
北京料理店のチーフ
演 - 山谷初男
その他
演 - 鶴田忍、星正人、河合絃司、姫田真佐久、白井佳夫

### スタッフ
- 監督 - 東陽一
- プロデューサー - 吉田達、前田勝弘
- ダイアローグライター - 粕谷日出美
- 原作 - 五木寛之
- 撮影 - 川上皓市
- 音楽 - 田中未知
- 美術 - 綾部郁郎
- 録音 - 久保田幸雄
- 編集 - 市原啓子
- 助監督 - 栗原剛志
- 製作 - 幻燈社・東映洋画[12]
- 配給 - 東映洋画[12]

### 音楽
主題歌「四季・奈津子」
- 作詞：五木寛之／作曲：笠井幹男／歌：チェリッシュ

- 挿入歌・イメージソングとして「ボスホラスの海へ」 作詞・作曲：高橋洋子／編曲：後藤次利[17]／歌：高橋洋子と[3][18]、岸田今日子、小坂恭子らによるイメージソングが競作され[18]、レコード会社5社で競作された[19]。

### 製作
企画は東映プロデューサー・吉田達。吉田は東陽一監督が1979年に『もう頬づえはつかない』を低予算で製作しながら大ヒットさせた手腕に感心し、東監督の制作プロ・幻燈社の前田勝弘プロデューサーに東映セントラルフィルムの基本製作費3000万円で映画を作ってもらおうと考えた。吉田はエロと暴力イメージの東映を改革したいと望んだ。1970年代後半、日本映画は角川映画などの大作映画やアニメーション映画がプログラムに乗ることが増え、また角川の影響で宣伝費が高騰し、製作費の10～20％が適当といわれた映画の宣伝費が製作費と同額といわれるまで跳ね上がり、元々、金のかかる映画事業がさらにバクチ性を増し企画も臆病になった。そこで目を付けられたのが女性映画だった。日本映画に於いていかに宣伝に努力しても掴み辛いと言われたのが女性層で、1970年代のヤクザやエロ、アニメに侵された日本映画を女性は敬遠し劇場に足を運ぶ状況にはなかったが、大作が大半の外国映画では『アニー・ホール』や『ミスター・グッドバーを探して』『結婚しない女』などの女性映画に女性層が劇場に足を運んでいた。
『四季・奈津子』の単行本が1979年11月に発売されると凄い売れ行きで、吉田が映画化権を取りに行ったら、既に松竹が先行していて、発売元の集英社から「東映の映画としては不向きだ」と言われた。これは五木寛之を直接口説くしかないと判断し、五木に会ったら「監督は誰ですか？」と聞かれたため、まだ監督は未確定だったが「『もう頬づえはつかない』の東陽一監督でやろうと思っています」とポロっと言ったら「いいでしょう」とOKが出た。しかし企画を会社に提出したら岡田茂東映社長以下、誰からも賛成を得られなかった。諦めかけていたら当時の洋画配給部の部長で取締役営業部長でもあった鈴木常承から「三億円ぐらいで出来ないか？」と言われ、「やろうと思えば出来ますよ」と答えると「アラン・ドロンの（買付け）映画が一本三億円ぐらいだから、それを一本買ったと思ってやろうじゃないか」と言われ、東映としても女性ファンの開拓の意味もあり製作が決まった。岡田社長は「『四季・奈津子』は、昔だったら手を出す企画じゃない。それを洋画系で封切れば十分商売になる、そう踏んだから手を出した。こういう多彩な色々な経験が東映を時代の流れに乗せてゆくことに繋がってゆくわけです。これはお客が刻々変わって来ているということです。お客のニーズが変わっているのに昔来たお客のことを考えてモノを作っていたらナンセンスです。来ないのが当然です。だから東映もこれまで考えられなかったことを平然としてやるわけです。ヤングの気持ちの流れを掴みとるのが非常に難しい」などと話した。松竹以外も各社映画化権を巡り争奪戦があったとされるため、同時期に東映で同じ五木原作の『青春の門』のシリーズ化が決定した背景もあったかもしれない。東映洋画は角川映画や「宇宙戦艦ヤマトシリーズ」の興行が大成功し、本来の主業務である洋画買付けは、洋画の原価高でリスキーになり、4、5年まともにやってなかった。東映洋画の映画製作は本作が初めて。

#### 製作方法
幻燈社は、1977年に東陽一監督と前田勝弘プロデューサーが作った映画の制作委託、下請け会社で、前田は東映からの提案に戸惑った。東陽一は原作を読み、最初は乗り気でなかったが、東映の吉田と前田がやる気満々で「メジャーだろうがマイナーだろうが観客には関係ない、新しい勉強も出来るかも知れない」と監督を引き受けた。東監督は女性映画の名手といわれた人だが、公開時のインタビューで「同じ傾向の映画のオファーが続いて、本当は女の映画なんかうんざりだったが『もう頬づえはつかない』の企画書に書いた、日本映画をなぜ日本の若い女性たちは見ないのかを分析し、アラン・ドロンの映画しか見ないとかいう女の子たちに、もう一度、日本映画を見せたい、今の若い男の子はつまらないので題材にしたくない、女は感性で生きていて話すことと行動は矛盾していても、総体が生々しい生き方をして感動もするから女性映画といわれるものを二本続けて撮った」などと話していた。東は初めての商業路線進出。
東映セントラルフィルムは製作費3000万円をそのまま制作集団に渡し、自由に撮らせるという形が岡田社長の方針だった。東映が製作費をまるまる負担すると、映画がコケても借金を負わないで済むためリスクは小さいが、逆にヒットした時は儲けがあまり入ってこない上、版権は東映が保有するため二次使用、三次使用での利益が少ない。当時は二次使用がまだ余りクローズアップされていなかったが、幻燈社は経済的リスクを背負う東映との共同製作を選んだ。本作の製作費がいくらかはっきり書かれたものがないため、製作費はいくらか分からないが、東映が1億2000万円を負担したとされ、東映と幻燈社の両方出資のパーセンテージが組まれ（出資比率は不明）、本作が製作された。東映サイドとしては両方出資であるため、スタッフ編成の口出しも可能で、監督の東とプロデューサーの吉田達、前田勝弘以外のスタッフ、撮影所使用などを東映で固めることも出来たが、幻燈社も出資する代わりに気心知れた『サード』と『もう頬づえはつかない』の同じスタッフ・ワークで、基本的には幻燈社が製作を引き受けて映画を完成させたいと提案し、これが東映に了承された。
幻燈社は毎年、この作品を撮ったら解散しよう、やりたい物が出たときに集まって集団を組もうというのが最初からの考えで、常に1本やったら終わりという考え方だった。ところが本作が大ヒットし、幻燈社に4～5000万円の利益が出た。税金を払うのは業腹だから、もう1本やろうとなり、年々止められなくなったという。幻燈社は二作目までATGと組んでいたが、東映と製作費を持ち寄って製作した本作の成功で、下請けでもなく、才能を買われただけでもなく、自分たちの頑張れる表現の領域があることを見出し、その後の映画製作を続けることになった。

#### 製作会見
製作発表は1980年3月17日に東映本社8階会議室で、岡田東映社長、五木寛之、東陽一らの出席で行われた。席上、岡田社長が「製作・配給の構造変化に伴い、時代に則して洋画配給部が初めて自主製作に取り組む作品で、五木氏にはゼネラル・プロデューサーと音楽プロデューサーをやってもらう。今年の東映は大いに変わるという、これはその第一作だ」と話した。また、製作費2億円は全額洋画配給部が出資し、幻燈社が製作協力、公開は1980年の秋と発表されたが、前述のように製作費は東映と幻燈社が共同出資、製作もこの後の話し合いで共同に変更になったものと見られる。その他、四姉妹とK役を1980年4月17日締切で一般公募すると発表され、東監督より「原作それ自体がシナリオという考え方でシナリオ化（脚色）作業は行われない」と説明があった。

#### キャスティング
四姉妹のオーディションの最終選考は1980年4月25日。四人姉妹役を全員、プロアマ問わず公募してオーディションが行われ、9000人、9500人の中から、奈津子・烏丸せつこ、波留子・佳那晃子、亜紀子・影山仁美、布由子・太田光子が選ばれた。四人姉妹の役はそれぞれ本人の希望する役を選び、個別にオーディションが行われた。二女・奈津子役は出演の条件としてフルヌードがあったとされるが、これを拒否する者はいなかったという。
オーディション終了後、報道陣へのお披露目を含めた製作会見が改めて1980年5月12日、帝国ホテルで行われ、岡田東映社長、五木寛之、東陽一とオーディションで選ばれた四姉妹、Kを演じる阿木燿子らが出席。岡田社長は「配収目標は5億円」と話し、五木は「応募者は自分で役を選んで主張を持って参加してくれたことを嬉しく思う。同時に時代が変わったんだなと感じた。選ぶ我々の方が緊張した」と話した。
烏丸のクラリオンガールとしてのCMがテレビ放映されたのは1979年10月で、それまでは全くの無名だったが、豊かなバストをレイで隠したクラリオンのCMが大きな反響を呼び、当時の男性誌のグラビアによく取り上げられかなり人気が出ていた。野田義治は巨乳を売り出す発想は烏丸のポスターを見て思いついたと話している。また騒がれる前に『テン』のプロモーションで来日したボー・デレクと伊豆の大沢温泉で撮った全裸写真（撮影はジョン・デレク）が『PLAYBOY国際版』に掲載され、これも騒ぎになった。国際版だから家族は見ないだろうと気軽に承諾したが、掲載写真は烏丸を温泉場の湯女扱いしていた。烏丸は元々、高校時代から名古屋の東京新社俳優養成所に通う女優志望ではあったが、レッスンには4、5回しか行かなかったと話しており、クラリオンガールに選ばれる前にもNHK朝ドラ『鮎のうた』や『太陽を盗んだ男』の最終選考まで残っていたが、演技はほぼ素人であった。意外に下積みが長く、クラリオンガール応募の条件は22歳以下だったが2歳鯖を読み、選ばれたときは実際は24歳だった。当時の文献に「大学二年生」と書かれたものがあるが、大学は中退し、東京で世に出るチャンスを伺っていた。東映のパンフレットのプロフィールの記載でマスメディアにも年齢詐称がバレた。クラリオンガールの応募者は1827人。チョイ役の『海潮音』に次いで映画は二作目だったが、本作が先に公開された。キャンペーンガール出身者で女優に転身した者はそれまでもいたが、これほど大々的にほぼ主演デビュー映画がマスメディアに取り上げられたのは烏丸が初めてだった。烏丸がこの後女優として活躍したことでクラリオンガールの名前も知名度を上げ、各社ともイメージガール、キャラクター、マスコットガールなどと表現は違えど、こぞって企業の顔としてタレントを起用するようになった。当時の芸能プロの新人売り出し費用は1億円ともいわれたが、キャンペーンガールの売り出しは企業の新製品にかける費用とリンクするため、露出してこそ商品が売れ、商品の顔であるタレントをあらゆる媒体に繰り返し流すその費用は芸能プロがかける費用の比ではなかった。
烏丸は五木作品について「読んでる分には面白いし、いろいろ連想もさせてくれるところあるのに、成功した映画化作品がない。この作家のものほど、映画化が難しいのはないのでないか」と東に話したと言い、東は「有名になりたいとはっきり言う子がとても好き。僕らの世代は本当はそう思っていても口に出せなかったけど、その点、烏丸さんは適役だと思う」と主役抜擢を決めた。烏丸は当時の雑誌インタビューで「作品が好きで応募したわけではない。映画をやりたいから応募した」と話した。
津島令子は烏丸を「今やグラドルは山ほどいるが、彼女を初めて目にした時の衝撃には遠く及ばない。それほど、スリムなボディーに大きなバスト、高価な桃のようなヒップ、長い手足…日本人ばなれしたプロポーションはインパクトが強かった」などと評した圧倒的な肉体を持つ反面、古舘伊知郎や桂三枝（現桂文枝）が司会のトーク番組で一切喋らなかったり、ステージ上から既婚者だった「浜田省吾さんが好きです」と宣言して大騒動になったこともあり、自身でも「奈津子は経歴がよく似ている」と話し、奔放で行動力に溢れる奈津子役は適役だった。烏丸は「『四季・奈津子』は酷いことを演らされた」と述べている。
三女・亜紀子役の影山仁美はテレビドラマには出ていた。影山の撮影は2日間で出番が少なく不満を述べた。四女・布由子役の太田光子は演技は素人の大阪の名門私立に通う現役高校二年生。五木が娘のように可愛がり、太田の家族を九州ロケに案内し「本人がその気なら、長い目に見て育てたい」と話していたが、その後の経歴は不明。
自由な女・K役もオーディションで決める予定だったが、五木や東のイメージと合う女優が見つからず、五木と東が審査員だった第一回ニッポン放送青春文芸賞のパーティに来ていた阿木燿子を見て、東と五木が「あ、Kじゃないか、あれは！」と異口同音に叫んで口説き落としたとされる。阿木は美人の大ヒット作詞家として有名だったが、顔はあまり知られていなかったとされるが、映画関係者は「阿木を知らなかったなんてことはないはず。既に決まっていたのにパーティ云々で色付けしたのだろう」と皮肉られた。 宇崎竜童は、阿木に「どうしようかなぁ？と相談を受けたが、どうせもう決めてんだろ！」と出演を承諾したと話している。阿木に「裸があるっていうよ」と言ったら「それは絶対に嫌！」と言いながら、翌日からシェイプアップに励んでいたという。人気作詞家が女優デビューし、しかもヌードになるのは初めてのケースでマスメディアも大きく取り上げた。阿木は「人生の転機としてやります。丁度、今エネルギーが爆発する時期ですから」と決意を述べたが、スポーツ紙で全裸シーンがあると大きく報道され、ナーバスな性格で取材拒否が敷かれた。自由な女・ケイのイメージは阿木に近づけて創作された。阿木は『四季・奈津子』の後も映画やテレビドラマのオファーが殺到した。1984年のインタビューでは「作詞ならプロの水準を下まわることはないけど、女優となるとその素養がまるっきりないから、思はゆいです。でも初めて出演した『四季・奈津子』で、第一声を出したとき胸の底から湧き上がってきた喜びがたまらなかった。その恍惚感が忘れられなくて、恥をかくと思いながらも、映画やドラマのお話が来るとパッと引き受けちゃうんです」などと話していた。
東は阿木や詩人の田村隆一の起用について「今の日本の俳優の演技はどうも嘘っぽくてね。決局、俳優自身の人間性に重みがないと劇中の人物に奥行きが出てこない。今の日本映画はかつての様式美の時代が終わったというのにまだ現実を見つめることすら始めていない。俳優の演技の問題もその現れです」という考えからの起用と話した。
映画監督の役で出演の映画評論家・白井佳夫は、心臓発作で入院した伊丹十三の代役。東監督が白井と親しいことからの抜擢。白井の映画出演は『蜘蛛巣城』『黄金の犬』に次いで三度目だが、『黄金の犬』では雑誌で酷評し監督と疎遠になった。東から「作品を褒めてくれなくていい」と言われ出演を承諾した。

#### 撮影
監督の東は、当時の小説が映像的、視覚的イメージを喚起するものが多く、分かる安い話を分かりやすいシナリオにして、きちんと演出するのでは面白味がないと考えた。このため話題作りでなく、自分自身の対しての仕掛け、落とし穴を作って"さあ、どうするの、お前！"みたいなところへ追い込まれていきたいと新しい演出にトライするという意図で、脚本なしの演出を試みた。当時の文献には台本のない初の映画と書かれたものがある。脚本はないがシーン・ナンバーを記した構成台本と大雑把なメモ程度の演出ノートはあり、五木の原作上下二巻を助監督がいつも持ち歩き、何ページの何シーンを何日目に撮るよ、とスタッフ・キャストの事前に知らせるという演出法。ダイアログライター（セリフ作家）として、撮影当時20歳の粕谷日出美を起用。粕谷は「無力の王」で1980年の第一回ニッポン放送青春文芸賞グランプリを受賞し、同賞の審査員だった東と五木に才能を評価されての抜擢だった。セリフは原作にこだわらずに、粕谷が書いてくるセリフを前日の晩に東が推敲し、翌日さらに撮影現場で、粕谷を現場におき、シーンごとに感性に富んだセリフを出演者の意見も取り入れながら、その場で作らせる斬新な手法を取った。烏丸は「東監督にはとにかく芝居をするなと言われた。不思議な現場だった」と話している。東監督は「ぼくにとっては、俳優さんてのは存在しないんでね、プロとか素人とか決められない。人生のプロなら俳優をやれると思う。日本映画はぼくも含めて監督も、カメラマンも、役者もまだダメだと思う。どこかで固定観念を壊さなきゃいけない。人間は経験に対する決まりきった回答が出てくるでしょう。それが恐い。要するに手慣れた仕事になってくるのが嫌いなんで、そういう意味じゃぼくはプロの監督じゃないかもしれません。見方によればかなりチャランポランな撮り方かもしれませんが」などと説明した。このためか通常2万フィートくらいのフィルムを、5倍、5、6万フィートもフィルムを回し、東映が激怒し、東は「ATGの2000万円映画でも普通の4倍回すんだ」と言い返し揉めた。

#### 撮影記録
スタジオ撮影なしのオールロケ。1980年5月23日クランクイン。この日、東京駅、赤坂、練馬の三ヶ所の都内ロケ。1980年6月9日から福岡ロケ、福岡空港、飯塚郊外他。風雨のボタ山ロケは出演者とエキストラ400人が全身ずぶ濡れ、泥だらけになった。

### 宣伝
1977年の米英合作『ザ・ディープ』の日本公開の際、当時日本で人気の高かったジャクリーン・ビセットの濡れたTシャツ写真を前面に押し出すプロモーション展開がなされたが、これをマネて、好奇心旺盛な奈津子のイメージを烏丸せつこの濡れたTシャツから透けて見える豊満なバストをキービジュアルに押し出した。この濡れたTシャツポスターは山手線の車内広告などにも使われた。これが大きな反響を呼び、スポーツ紙や男性誌から烏丸への取材が殺到した。原作の話題性にプラス、烏丸と阿木燿子の豊満なバストの競演は大きな話題を呼んだ。
1980年8月15日、東京銀座ヤマハホールで特別試写会が催された。烏丸、阿木のヌードシーン他、二人のレズシーンもあり、映写中にそれらのシーンでカメラをパチパチやられては困るため、試写会案内状にカメラ持ち込み禁止が書き添えられ、入場者のボディチェックを行う前代未聞の試写会であった。しかし全く効き目がなく、カメラのパチパチがあり一悶着した。試写終了後は並びの東芝銀座セブン8階で記者会見が行われ、質疑応答を予定していたが、記者から映画の内容についての質問はほとんどなく、「ヌード宣伝について神経質過ぎ」などと烏丸と阿木のヌードに関する話ばかりに終始し、東が憮然とする形で終わった。

### 興行
本作は1980年3月の製作発表時に1980年秋に、丸の内東映パレスなど東映洋画系で公開予定と発表され、1980年夏の早い段階では、東映洋画系夏興行の『ヤマトよ永遠に』の秋まで続映の後、1980年9月中旬から全国ロードショーを予定していた。また岡田東映社長が1980年1月に東急レクリエーション（以下、東急レク）社長に就任し、東急レクの番組編成を差配できるようになったため、東映作品を松竹と組む洋画系STチェーンでの拡大公開が可能となり、『ヤマトよ永遠に』は東急レックス系の新宿東急などでも拡大公開された。東映洋画系も東急レックス系も『ヤマトよ永遠に』の後は空いていた。この年の邦画秋興行は、例年になく大作映画がなく、低予算映画が目立ち『四季・奈津子』は秋の注目作であったが、TBSがテレビドラマを夏から始めたいと言ってきた。東映洋画系も東急レックス系も『ヤマトよ永遠に』が秋までの続映で、東映本番線も社運を賭けた超大作『二百三高地』が秋まで続映で、その後は秋のメイン作として『野獣死すべし』『ニッポン警視庁の恥といわれた二人 刑事珍道中』の二本立てが、角川映画として初めて本番線に乗ることが決まっていて、『四季・奈津子』を掛ける劇場が無く、興行を東宝に頼んでいた。東映とTBSで折衝が行われ、東映は最初は話題性も十分で、本作の興行の絶対の自信から、映画とテレビドラマを同時でも構わないと強気の姿勢を見せたが、東宝から「金を払って劇場に来てくれるお客に失礼」と「同時公開はNO！」と拒否されてしまった。仕方なくTBSにテレビドラマをギリギリまで後ろに下げてもらい映画を先に公開することになった、東京都内は1980年9月6日から、有楽町のニュー東宝シネマ1で上映された（東映シネマサーキット（TCC） 新宿東映ホールと上板東映は『狂い咲きサンダーロード』を上映、その他地方館等、詳細は不明）。文献により、東京だけ先行RSが行われたと書かれたものもある。『四季・奈津子』は最も東映らしくない映画と映画関係者からいわれ、作品の雰囲気が東宝が一番合っているという見方をされた。この時代はテレビドラマ→映画もなくはなかったが、普通は映画→テレビドラマの順番だった。結果的に映画の公開中にテレビドラマが始まり、このようなケースは初めてといわれた。映画関係者は無料のテレビが勝つのか、有料の映画が勝つのかという見方をし、東映も前例がないだけにテレビ放映による相乗効果が映画にどの程度影響を与えるのか読み切れなかった。また東映洋画が東宝に興行を頼むと社外的には、東映の中に別会社が出来るのではと見られた。

### 作品の評価

#### 興行成績
配収4億円。

### 受賞歴
- 第54回キネマ旬報賞
  - 日本映画ベスト・テン第7位
- 第5回報知映画賞[77]
  - 受賞：最優秀助演女優賞 - 阿木燿子
- 第2回ヨコハマ映画祭[78]
  - 受賞：最優秀助演男優賞 - 風間杜夫
- 第23回三浦賞 - 川上皓市
- 芸術選奨文部大臣新人賞
  - 受賞：川上皓市[79]

### 逸話
- 東映が烏丸の裸ばかりを売るプロモーションを展開したため[80]、烏丸がヘソを曲げ「もう東映には出たくない」とヒロイン役での出演が決まっていた深作欣二監督の『海燕ジョーの奇跡』を降板[80]（結局、企画自体が流れた）。東映は「思いあがりもはなはだしい」と烏丸に激怒した[80]。

### 影響
- 特異な演出法で気の毒ではあったが、阿木燿子の下手な芝居は物まね番組のネタにされた[81]。それらを含め、"作詞家女優"として阿木が話題を集めたため、モデル出身の美人作詞家として知られた浅野裕子が『スローなブギにしてくれ』にキャスティングされた[81]。

- 本作公開半年後の1981年3月25日に三和銀行オンライン詐欺事件が発生し、実録映画の本尊である東映の吉田達プロデューサーが[82][83]、本作で幻燈社と付き合いが生まれたことから映画化を同社に持ち掛けた[82][83]。幻燈社も同じ企画を進めていたため、岡田東映社長に企画が提出され[82]、事件を起こした女性行員が美人だったことから[82]、本人主演を条件にOKが出た[82]。公判のルポと女性行員の家族に取材した江森陽弘の著書『愛の罪をつぐないます』に女性行員が好感を持ったため、東映がこの映画化権を獲得し、本人の出演OKの承諾も取れたが[82]、映画化されなかった。またにっかつも映画化を企画していた[83]。

- 本作は、宮尾登美子、渡辺淳一原作を柱とする東映の80年代"女優＋文芸＝大作路線"に於いて[84]、1980年3月15日公開の『谷崎潤一郎・原作「痴人の愛」より ナオミ』とともに、その嚆矢と位置付けられる[84]。

## テレビドラマ
本作を原作に、同じ『四季・奈津子』のタイトルで、1980年9月26日から1980年10月31日までTBS系列の毎週金曜日21時〜21時55分の枠で放送。全6回。
当初は映画より先に放送も計画されたが、東映が泣きを入れて映画の封切り後に放送開始になった。第一回放送時にはまだ映画が公開中だった。先行した映画版が烏丸せつこと売れっ子作詞家・阿木燿子の大胆ヌードで大きな話題を呼んでいたため、良いプロモーションになった。
ヒロイン・奈津子は"田舎娘"だが、都会っ子・池上季実子が奈津子を演じることについて、池上は「どうして私が選ばれたのか分からない。あんまり主演という気持ちも湧いてこない」などと話した。また先に公開された映画版では烏丸せつこの豊満ボディがマスコミを賑わせたため、既にキャリア6年の自身と新人が比べられることが面白くなく「そんな比較はまったくくだらない」などとツッパった。21年間伸ばしてきた髪も切った。
映画版で阿木燿子が演じたケイ役は、「私がケイのモデル」と自称するシャンソン歌手で舞台女優の堀内美紀。堀内は脱がないことを条件に出演を承諾した。
映画同様、九州ロケが行われた。

### キャスト
- 池上季実子 - 奈津子
- 大谷直子 - 波留子
- 吉村彩子 - 亜紀子
- 真行寺君枝 - 布由子
- 小野寺昭
- 高岡健二 - 金森達夫
- 中条静夫
- 堀内美紀 - 金子ケイ
- 星正人 - カメラマン・中垣昇
- 鈴木清順 - 金子
- 倉石功 - 俳優・森隆人

### スタッフ
- 脚本：山田信夫、宮内婦貴子
- 監督：恩地日出夫（第1話、第2話）、降旗康男（第3話、第4話）、日高武治（第5話）、斎藤光正（第6話）
- 制作：TBS

| TBS系 金曜21時台 | TBS系 金曜21時台 | TBS系 金曜21時台 |
| 前番組           | 番組名           | 次番組           |
| ---------------- | ---------------- | ---------------- |
| 赤い魂           | 四季・奈津子     | 赤い死線         |